# Edgar Batista
Edgar de Jesús Batista Carrasco (Barahona, 25 de diciembre de 1975) es un político, empresario, ingeniero en informática, consultor y catedrático dominicano. Actualmente, desde el 4 de febrero de 2025, es el Director General de la Oficina Gubernamental de Tecnologías de la Información y Comunicación (OGTIC). Además, es Secretario Nacional de Transformación Digital e Innovación del Partido Revolucionario Moderno (PRM) y miembro de la Comisión Nacional de Elecciones Internas  del partido, desde el 4 de septiembre de 2022. Desempeñó el cargo de Viceministro de Agenda Digital desde el 4 de octubre del 2024 y previamente fue Gerente de Tecnología y Comunicaciones del Seguro Nacional de Salud - SeNaSa. 

## Biografía
Nació el 25 de diciembre de 1975 en Barahona, República Dominicana, hijo de Esperanza Carrasco y Rafael Batista. Realizó sus estudios primarios en el Colegio Barney N. Morgan, graduándose como bachiller en Ciencias Matemáticas.
Obtuvo el título de Ingeniero en Informática en la Universidad Tecnológica de Santiago (UTESA) y una Maestría en Relaciones Internacionales en la Pontificia Universidad Católica Madre y Maestra (PUCMM). Posee certificaciones en gestión de proyectos y liderazgo organizacional, incluyendo Project Management y PAM SP Alineamiento de Equipo en Barna Management School.
Cuenta con más de 20 años de experiencia en tecnología, ocupando cargos en el sector bancario y de logística, en proyectos tecnológicos y procesamiento de datos.

## Compromiso Social
Además de su labor en el sector gubernamental, Batista Carrasco ha impulsado el desarrollo de su provincia natal, Barahona, mediante:
- Donaciones a instituciones públicas, entidades sin fines de lucro y particulares.
- Becas educativas para jóvenes con alto potencial académico.
- Gestión de proyectos de desarrollo para mejorar la calidad de vida en la provincia.

Su compromiso con la transformación digital y el bienestar social lo han posicionado como un líder clave en la modernización del país. 

## Referencias

Edgar Batista junto a Paul Almanzar y el director general de Escuelas Vacacionales, General Otaño Jiménez.

Edgar Batista en el consulado de la Republica Dominicana en MIAMI el 28 de julio del 2022

## Enlaces externos

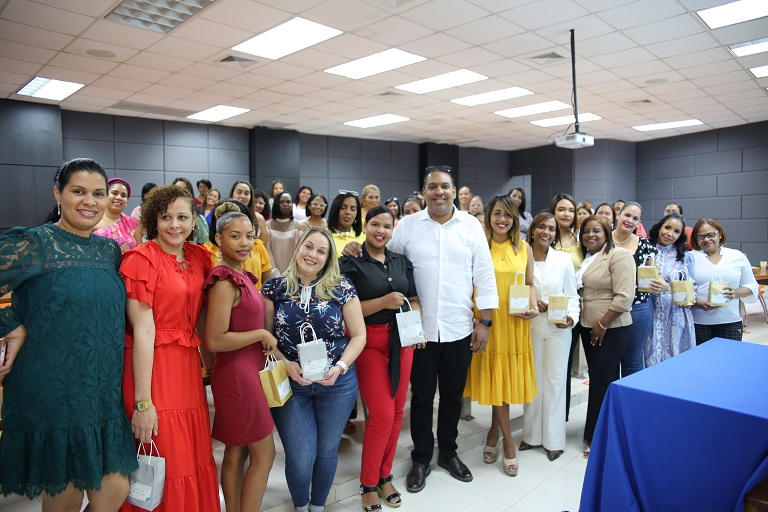
Edgar Batista en la actividad en apoyo a las madres de Barahona 2022 en la UASD de dicha provincia.

Edgar Batista en Inauguracion INAGUJA junto a Paul Almanzar Hued Director Ejecutivo de INAGUJA